# Бошко Николић
Бошко Николић (Доњи Рибник, 1923. - Трстеник, 1991) био је кројач, трговац, пчелар и библиофил. Био је учесник Народноослободилачке борбе.

## Биографија
Бошко Николић је рођен у Доњем Рибнику у породици Јовице и Милке Николић. Као кројач припадао је напредном радничком покрету, а за време Другог светског рата учествовао је у народноослободилачкој борби. Након ослобођења, радио је у више државних и друштвених предузећа.  Био је директор трговинског предузећа Западна Морава, а касније и директор градског стоваришта у Трстенику.

## Пчеларство
Бошко Николић је био један од најпознатијих пчелара. Многи су га сматрали легендом трстеничког пчеларства. Његов пчелињак се налазио у Љубостињском Прњавору и садржао је више од сто кошница. Многе кошнице су имале изглед српских кућа из тог периода. Кошница у старом пању храстовог дрвета и кошница издубљена у једном комаду попинског камена биле су велике атракције, али би ипак највеће одушевљење изазвала глинена кошница у облику медведа у природној величини. Бошков пчелињак је такође имао павиљон са неколико модернизованих трмки, а на самом врху пчелињака налазила се велика кошница у облику сахат куле, са истакнутом државном заставом.
У Бошковом пчелињаку је настајало пуно меда, а посебан чар давали су глинени ћупови у којима се налазио мед.
Несебично је помагао свим пчеларима. Почетницима је поклањао ројеве, давао савете и обучавао их у практичном раду. Запажено је било његово залагање за гајење пчела у школама и развијање смисла за пчеларство код деце у најранијим годинама. Школама је редовно поклањао мед и пчелиња друштва.
Добитник је многих пчеларских награда и свих пчеларских признања, међу којима је и Заслужан пчелар.
Десимир Јевтић, председник Владе Србије исказивао је велико интересовање за трстеничко пчеларство. Често је обилазио управо Николићев пчелињак који му је био један од омиљених.
Песник Верољуб Вукашиновић је једну своју песму посветио управо Бошку Николићу и његовом пчелињаку -  Јесен у пчелињаку.
Бошков пчелињак дуги низ година био је институција са којом се хвалио и поносио и Трстеник и околина.

## Библиотека
Бошко је био библиофил, сакупљач и колекционар добрих и ретких књига из разних области. Велики део у његовој библиотеци заузимале су завичајне књиге, али је такође поседовао и велики број књига из области историје, права, медицине и многих других. Годинама је његова библиотека завичајним истраживачима служила као изванредан извор ретке књижне и некњижне грађе.
Са неколико истомишљеника, Бошко је основао Иницијативни одбор за формирање градске библиотеке – прикупља књиге и 19. фебруара 1954. године Савет за просвету и културу Народног одбора општине у Трстенику донео је Решење да се оснује Градска библиотека са читаоницом. Део књижног фонда из своје библиотеке приложио је Градској библиотеци и до краја живота помагао је њен рад.
Почетком 2021. године, ову изузетно значајну библиотеку, његова породица поклонила је Завичајном одељењу Народне библиотеке Јефимија у Трстенику и тиме испунила његову жељу.

## Дела
Бошко је имао пуно записа и текстова из области историје и пчеларства које је објављивао у периодици.
Важио је за најначитанијег човека у трстеничком крају, а иза себе је оставио више рукописа и једну штампану књигу: Црква Светог Архангела Гаврила у Горњем Рибнику (1824-1984) (Рибник, 1984.).